# Brylant

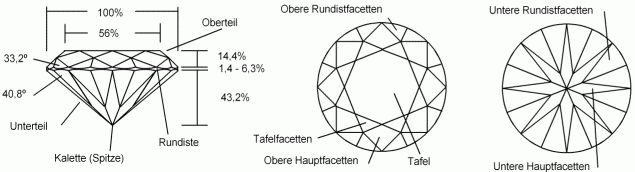
Współczesny szlif brylantowy

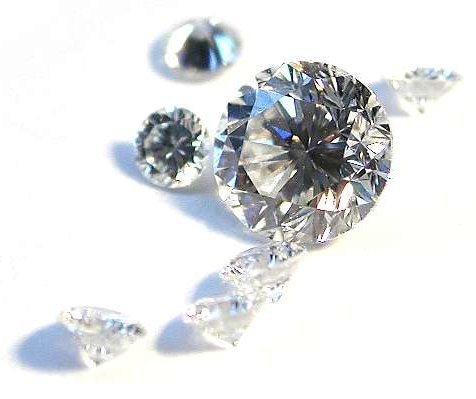
Brylanty

Brylant – fachowa nazwa diamentu o  szlifie brylantowym.
W terminologii jubilerskiej brylant to diament formy okrągłej z pełnym szlifem brylantowym. Wszystkie pozostałe rodzaje szlifu należy określać, używając ich dokładnych nazw (CIBJO, 1991 r.).
W handlu, w języku potocznym jednak mianem brylantów określa się zwykle wszystkie oszlifowane diamenty, a nie tylko diamenty o szlifie brylantowym.
Szlif brylantowy uznawany jest za szczyt osiągnięć mistrzów tego zawodu i występuje w 70% diamentów.

## Cechy szlifu brylantowego
- zawiera nie mniej niż 57 faset (56 +1),
- okrągła rondysta,
- co najmniej 32 fasetki i tafla w górnej części,
- co najmniej 24 fasetki (i niekiedy kolet, tzn. spłaszczony szpic) w dolnej części.

Brylant najdokładniej wpisuje się w postać stożkowego wycinka kuli, pozbawionego jego najbardziej wierzchniej części.